# Saishō-ji (Tokio)

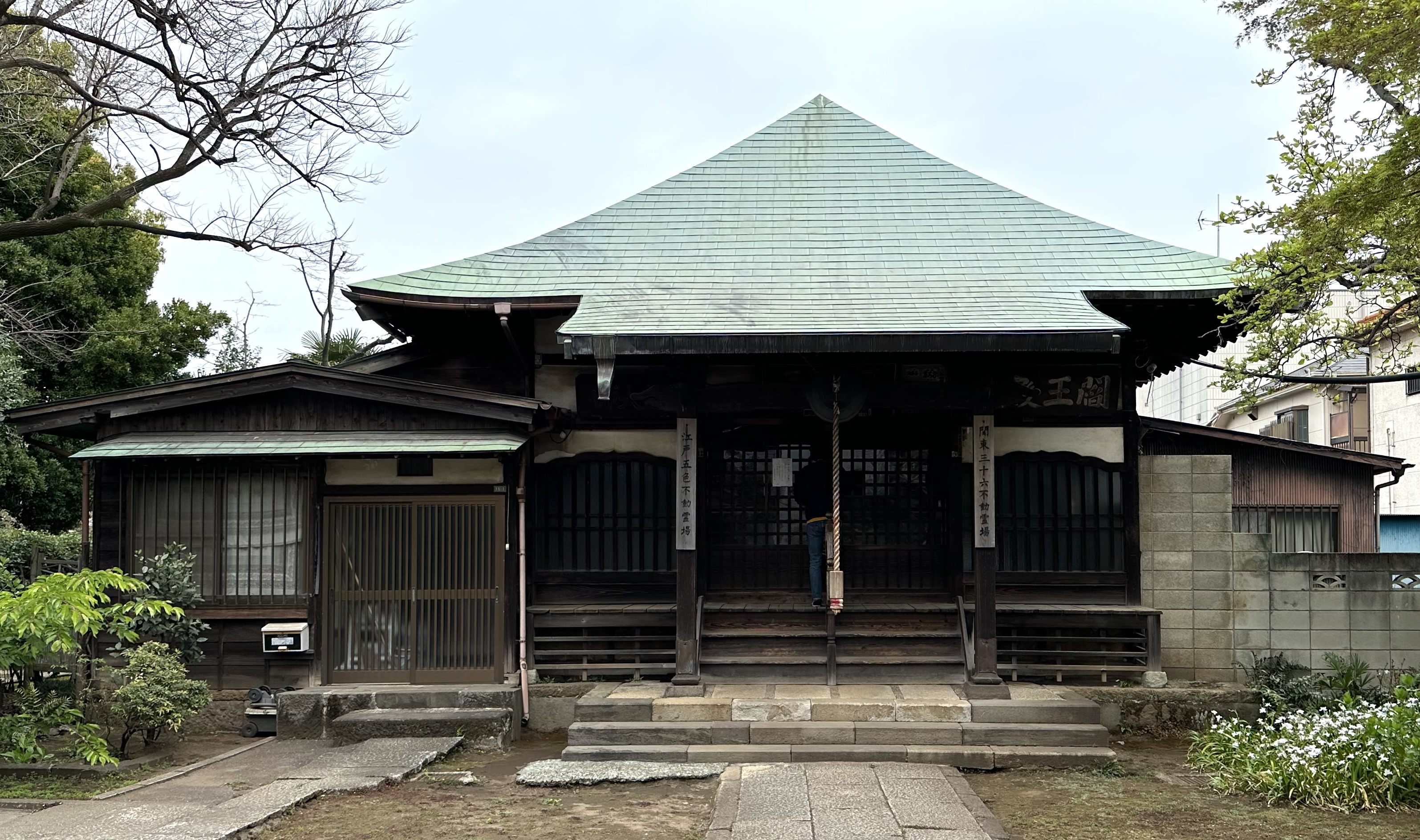
Saishō-ji, 2025

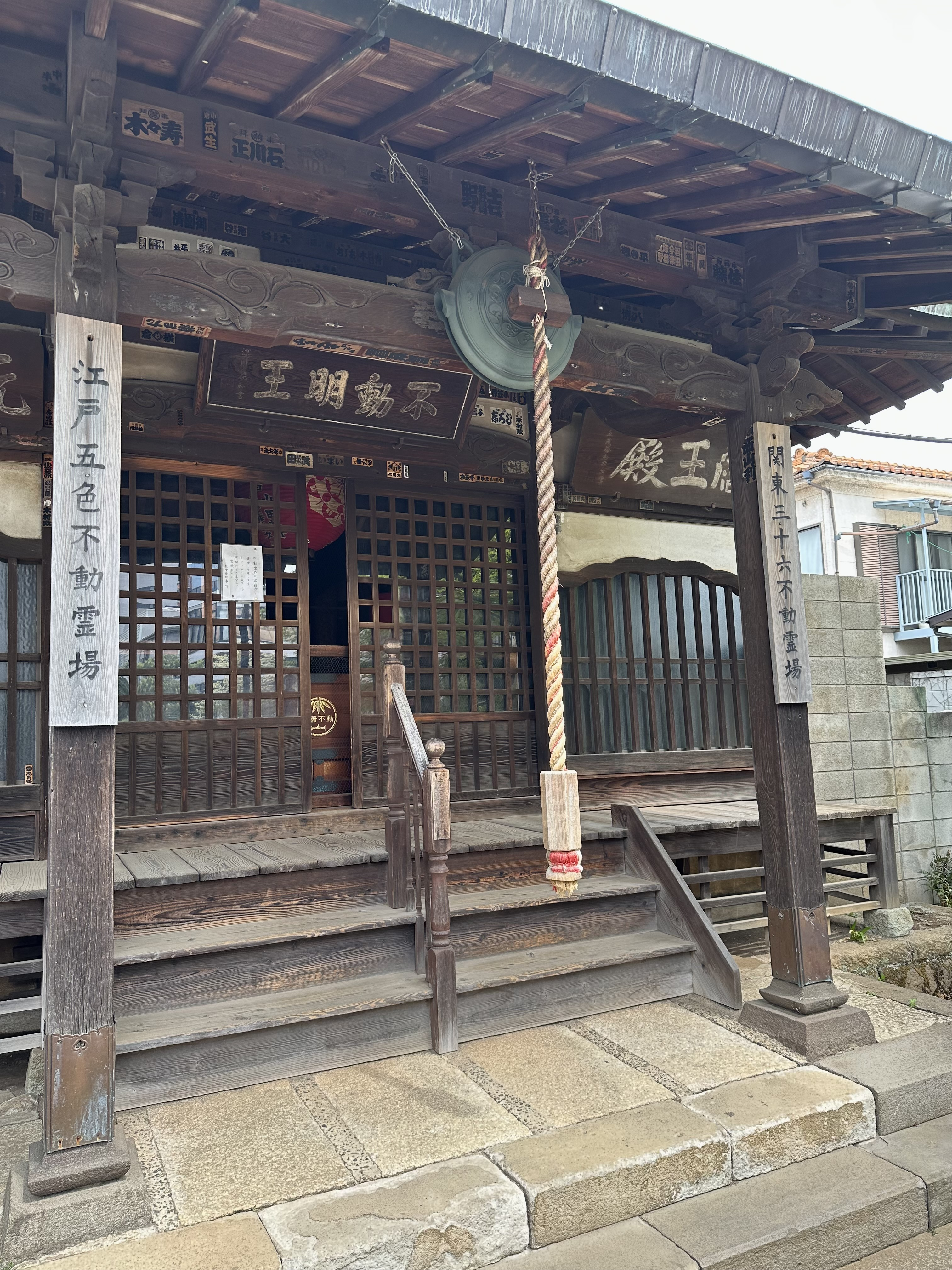

Der Saishō-ji (japanisch 最勝寺), auch Meao Fudo (deutsch blaues Auge) oder Kyogakuin, ist ein buddhistischer Tempel in Tokio in Japan. Der Tempel gehört zur Tendai-shū.

## Lage
Der Tempel befindet sich im zum Tokioter Bezirk Setagaya gehörenden Stadtteil Taishidō. Umgangssprachlich wird er häufig mit zum benachbarten Stadtteil Sangenjaya gezählt. Die Adressierung lautet 4-15-1 Taishido, Setagaya-ku, Tokio 154-0004.

## Geschichte und Gestaltung
Der Legende nach wurde der Tempel bereits 1311 vom Mönch Geno an anderer Stelle begründet. Der Tempel befand sich später in Aoyama und wurde 1909 an seinen heutigen Standort verlegt.
Das Hauptbildnis des Tempels befand sich ursprünglich im Kangyo-ji-Tempel in Azabugaya-cho. Nachdem dieser Tempel jedoch aufgegeben worden war, wurde die Statue an ihren heutigen Standort umgesetzt. Die Bronzestatue des Fudo Myoo wurde von Jigaku Daishi geschaffen. Es ist ein geheimer Buddha, der der Öffentlichkeit nicht zugänglich gemacht wurde.
Überragt wird der Tempel von einem Chishanoki, der dort etwa seit Anfang des 20. Jahrhunderts steht und als einer der 100 besten Bäume Setagayas gilt.